# Holmfrid Olsson
Holmfrid Olsson (ur. 20 maja 1943 w Rörbäcksnäs, zm. 27 stycznia 2009 w Limie) – szwedzki biathlonista, dwukrotny medalista olimpijski i dwukrotny medalista mistrzostw świata.

## Kariera
Pierwszy sukces osiągnął w 1966 roku, kiedy na mistrzostwach świata w Garmisch-Partenkirchen razem ze Stenem Erikssonem, Olle Petrussonem i Sture Ohlinem zdobył brązowy medal w sztafecie. Na tych samych mistrzostwach był też czwarty w biegu indywidualnym, przegrywając walkę o podium z Władimirem Gundarcewem z ZSRR. Brązowy medal w sztafecie zdobył także na rozgrywanych rok później mistrzostwach świata w Altenbergu.
W 1968 roku wystartował na igrzyskach olimpijskich w Grenoble, gdzie Szwedzi w składzie: Lars-Göran Arwidson, Tore Eriksson, Olle Petrusson i Holmfrid Olsson wywalczyli brązowy medal w sztafecie. Indywidualnie rywalizację ukończył na 20. pozycji. Brał też udział w rozgrywanych cztery lata później igrzyskach w Sapporo, gdzie zajął 21. miejsce w biegu indywidualnym  oraz piąte w sztafecie. Nigdy nie wystąpił w zawodach Pucharu Świata.

## Osiągnięcia

### Igrzyska olimpijskie
| Rok  | Miejscowość | Konkurencje | Konkurencje | Konkurencje | Konkurencje | Konkurencje | Konkurencje | Konkurencje |
| Rok  | Miejscowość | IN          | SP          | PU          | MS          | RL          | MR          | SR          |
| ---- | ----------- | ----------- | ----------- | ----------- | ----------- | ----------- | ----------- | ----------- |
| 1968 | Grenoble    | 20.         | nd.         | nd.         | nd.         | 3.          | nd.         | –           |
| 1972 | Sapporo     | 21.         | nd.         | nd.         | nd.         | 5.          | nd.         | –           |

### Mistrzostwa świata
| Rok  | Miejscowość            | Konkurencje | Konkurencje | Konkurencje | Konkurencje | Konkurencje | Konkurencje | Konkurencje |
| Rok  | Miejscowość            | IN          | SP          | PU          | MS          | RL          | MR          | SR          |
| ---- | ---------------------- | ----------- | ----------- | ----------- | ----------- | ----------- | ----------- | ----------- |
| 1965 | Elverum                | 11.         | nd.         | nd.         | nd.         | 6.          | nd.         | –           |
| 1966 | Garmisch-Partenkirchen | 4.          | nd.         | nd.         | nd.         | 3.          | nd.         | –           |
| 1967 | Altenberg              | 22.         | nd.         | nd.         | nd.         | 3.          | nd.         | –           |
| 1969 | Zakopane               | 26.         | nd.         | nd.         | nd.         | 10.         | nd.         | –           |
| 1970 | Östersund              | –           | nd.         | nd.         | nd.         | 5.          | nd.         | –           |
| 1971 | Hämeenlinna            | –           | nd.         | nd.         | nd.         | 6.          | nd.         | –           |